# Campionati mondiali di nuoto in vasca corta 2021 - 1500 metri stile libero maschili
La gara di nuoto dei 1500 metri stile libero maschili dei Campionati mondiali di nuoto in vasca corta 2021 è stata disputata il 20 e 21 dicembre presso l'Etihad Arena ad Abu Dhabi negli Emirati Arabi Uniti.
Vi hanno preso parte 30 atleti provenienti da 27 nazioni.

## Podio
| Posizione | Atleta            | Nazionalità |
| --------- | ----------------- | ----------- |
| Oro       | Florian Wellbrock | Germania    |
| Argento   | Ahmed Hafnaoui    | Tunisia     |
| Bronzo    | Mychajlo Romančuk | Ucraina     |

## Programma
| Data             | Ora   | Turno    |
| ---------------- | ----- | -------- |
| 20 dicembre 2021 | 11:58 | Batterie |
| 21 dicembre 2021 | 18:06 | Finale   |

## Record
Prima della manifestazione il record del mondo e il record dei campionati erano i seguenti.
| Record mondiale       | 14'08"06 | Gregorio Paltrinieri Italia | 4 dicembre 2015 Netanya, Israele |
| Record dei campionati | 14'09"14 | Mykhailo Romanchuk Ucraina  | 16 dicembre 2018 Hangzhou, Cina  |

Durante l'evento è stato migliorato il seguente record:
| Data        | Evento | Atleta            | Nazione  | Tempo    | Record          |
| ----------- | ------ | ----------------- | -------- | -------- | --------------- |
| 21 dicembre | Finale | Florian Wellbrock | Germania | 14'06"88 | Record mondiale |

## Risultati

### Batterie
I migliori 8 tempi accedono alla finale
| Pos | Batt | Corsia | Nome                  | Nazione           | Tempo       | Note |
| --- | ---- | ------ | --------------------- | ----------------- | ----------- | ---- |
| 1   | 3    | 5      | Mykhailo Romanchuk    | Ucraina           | 14:24.76    | Q    |
| 2   | 2    | 6      | Ahmed Hafnaoui        | Tunisia           | 14:25.77    | Q    |
| 3   | 3    | 6      | Florian Wellbrock     | Germania          | 14:25.79    | Q    |
| 4   | 3    | 4      | Gregorio Paltrinieri  | Italia            | 14:28.11    | Q    |
| 5   | 2    | 5      | Damien Joly           | Francia           | 14:30.90    | Q    |
| 6   | 3    | 1      | Daniel Wiffen         | Irlanda           | 14:32.13    | Q    |
| 7   | 2    | 3      | Domenico Acerenza     | Italia            | 14:34.03    | Q    |
| 8   | 2    | 4      | Henrik Christiansen   | Norvegia          | 14:36.27    | Q    |
| 9   | 2    | 2      | Lukas Märtens         | Germania          | 14:37.60    |      |
| 10  | 3    | 8      | Mert Kılavuz          | Turchia           | 14:39.76    |      |
| 11  | 2    | 1      | José Paulo Lopes      | Portogallo        | 14:39.82    |      |
| 12  | 2    | 8      | Nguyễn Huy Hoàng      | Vietnam           | 14:41.00    |      |
| 13  | 3    | 2      | Aleksandr Egorov      | Fed. Russa Nuoto  | 14:47.39    |      |
| 14  | 1    | 5      | Marwan Elkamash       | Egitto            | 14:48.68    |      |
| 15  | 2    | 0      | Krzysztof Chmielewski | Polonia           | 14:51.21    |      |
| 16  | 3    | 3      | Jan Micka             | Rep. Ceca         | 14:54.55    |      |
| 17  | 2    | 7      | Jon Jøntvedt          | Norvegia          | 15:01.95    |      |
| 18  | 1    | 4      | Matan Roditi          | Israele           | 15:05.05    |      |
| 19  | 3    | 7      | Kim Woo-min           | Corea del Sud     | 15:06.13    |      |
| 20  | 2    | 9      | Dimitrios Markos      | Grecia            | 15:07.43    |      |
| 21  | 1    | 3      | Kushagra Rawat        | India             | 15:07.86    |      |
| 22  | 3    | 9      | Zhang Ziyang          | Cina              | 15:18.99    |      |
| 23  | 1    | 6      | Eduardo Cisternas     | Cile              | 15:23.30    |      |
| 24  | 1    | 7      | Adib Khalil           | Libano            | 15:27.12    |      |
| 25  | 1    | 0      | Loris Bianchi         | San Marino        | 15:38.63    |      |
| 26  | 1    | 2      | Joseph Macías         | Ecuador           | 15:47.50    |      |
| 27  | 1    | 1      | Johan Nónskarð Dam    | Fær Øer           | 16:09.94    |      |
| 28  | 1    | 8      | Nikoli Blackman       | Trinidad e Tobago | 16:34.53    |      |
| 29  | 1    | 9      | Mark Imazu            | Guam              | 17:59.68    |      |
| -   | 3    | 0      | Michael Brinegar      | Stati Uniti       | non partito |      |

### Finale
| Pos. | Corsia | Atleta               | Nazionalità | Tempo    | Note |
| ---- | ------ | -------------------- | ----------- | -------- | ---- |
|      | 3      | Florian Wellbrock    | Germania    | 14:06.88 | WR   |
|      | 5      | Ahmed Hafnaoui       | Tunisia     | 14:10.94 | AfR  |
|      | 4      | Mykhailo Romanchuk   | Ucraina     | 14:11.47 |      |
| 4    | 6      | Gregorio Paltrinieri | Italia      | 14:21.00 |      |
| 5    | 1      | Domenico Acerenza    | Italia      | 14:24.31 |      |
| 6    | 2      | Damien Joly          | Francia     | 14:25.62 |      |
| 7    | 8      | Henrik Christiansen  | Norvegia    | 14:30.78 |      |
| 8    | 7      | Daniel Wiffen        | Irlanda     | 14:36.78 |      |